# Парфёнов, Иван Андреевич
Иван Андреевич Парфёнов (17 апреля (1 мая) 1906, Московская губерния, Российская империя — 26 марта 1992, Москва, Российская Федерация) — советский государственный деятель, председатель Совета Союза Верховного Совета СССР (1947—1950).

## Биография
Родился в крестьянской семье.
В 1936 году окончил Московский энергетический институт по специальности инженер-электрик; в 1955 году — Академию железнодорожного транспорта. Кандидат технических наук (1955). Доцент (1959).
Член ВКП(б) с августа 1925 г.
В 1936—1937 гг. — инженер государственной электростанции № 1 в Москве,
в 1937—1939 гг. — управляющий Сталинградэнерго, директор Сталинградской ГЭС.
В 1939—1942 гг. — начальник отдела центрального паровозного управления наркомата путей сообщения СССР.
В 1942—1944 гг. — секретарь Московского горкома ВКП(б) по транспорту.
В 1944—1945 гг. — заместитель председателя,
в 1945—1946 гг. — первый заместитель председателя исполкома Моссовета.
В 1946—1950 гг. — второй секретарь Московского горкома партии,
одновременно в 1947—1950 гг. — председатель Совета Союза Верховного Совета СССР.
В 1950—1952 гг. — первый заместитель начальника Управления Московского метрополитена.
В 1955—1959 гг. — заместитель начальника Московского транспортного экономического института по научной части.
В 1960—1973 гг. — проректор Всесоюзного заочного института инженеров транспорта (ВЗИИТ) по научной работе.
В 1962—1979 гг. — заведующий кафедрой электроники, автоматики и вычислительной техники ВЗИИТ.
В 1979—1986 гг. — доцент кафедры ВЗИИТ.
Депутат Верховного Совета СССР 2 созыва.
С июля 1986 года — персональный пенсионер союзного значения.
Похоронен на Даниловском кладбище в Москве.

## Награды и звания
Награждён орденом Ленина, орденом Отечественной войны 2-й степени, двумя орденами Трудового Красного Знамени, орденом «Знак Почета».